# 아돌프 슈말
펠릭스 아돌프 슈말(독일어: Felix Adolf Schmal, 1872년 8월 18일 ~ 1919년 8월 28일)은 오스트리아의 펜싱 선수이며 사이클 선수이다. 아테네에서 열린 1896년 하계 올림픽에 참가하기도 했다.
슈말은 사이클 333m 독주, 10km, 100km, 12시간 경기에 참가했다. 가장 좋은 성적을 낸 경기는 12시간 경기로 314.997km를 기록, 자신말고 유일하게 경기를 끝까지 한 선수인 프랭크 키핑보다 한 바퀴를 더 돌아서(314.664km) 우승을 차지했다. 333m와 10km 경기에서도 무난하게 해서 3위를 기록했다. 독주 경기에서는 스타마티오스 니콜로풀로스와 함께 26.0초를 기록해서 공동 2위를 했지만 두 선수는 재경기를 했다. 그 결과, 슈만은 26.6초를 기록해서 그리스 선수보다 1.2초 늦게 들어왔다. 100km 경기에서는 7명의 출전 선수 가운데 경기를 끝내지 못하기도 했다.
슈만은 펜싱의 사브르 경기에 출전하기도 했다. 잘하지는 못해서 게오르기오스 이아트리디스에게만 승리를 거두고 텔레마코스 카라칼로스, 이오아니스 게오르기아디스, 올게르 루이스 닐센에게는 모조리 져서 5명 중에 4위를 차지했다.
슈만의 아들인 아돌프 슈말 주니어는 1912년 하계 올림픽에 참가했다.